# Prinzapolka
Prinzapolka est une municipalité nicaraguayenne de la région autonome de la Côte caraïbe nord.

## Histoire
Prinzapolka doit son nom à un prince allemand qui a visité la région à la fin du XIXe siècle. Pendant la période coloniale espagnole, la région était un centre d'activités commerciales pour les Anglais et les Hollandais. En raison de son emplacement sur la côte caraïbe, la région était également impliquée dans le commerce des esclaves.
Au fil du temps, la région est devenue un centre d'activités pour les communautés autochtones et afro-descendantes qui y vivent depuis des générations. Pendant la guerre civile nicaraguayenne dans les années 1980, la région de la côte caraïbe a été un bastion de l'opposition au gouvernement sandiniste.
De nos jours, la municipalité de Prinzapolka est une région rurale qui dépend de l'agriculture et de la pêche pour sa subsistance. La municipalité abrite également des communautés autochtones, notamment les Miskitos, les Sumus et les Ramas, qui préservent leurs cultures et traditions séculaires.